# Leucauge argyroaffinis
Leucauge argyroaffinis este o specie de păianjeni din genul Leucauge, familia Tetragnathidae, descrisă de G.G. Soares și Camargo, 1948. Conform Catalogue of Life specia Leucauge argyroaffinis nu are subspecii cunoscute.